# 富山協立病院
富山協立病院（とやまきょうりつびょういん）は、富山医療生活協同組合が富山県富山市豊田町に設置する病院。

## 概要
救急告示病院であり、一般病棟114床、医療保険適用療養病床60床を備える。日本東洋医学会漢方専門医研修指定病院、日本老年医学会認定施設。全日本民主医療機関連合会（民医連）に加盟している。

## 沿革
かつては豊田病院という名称の2階建ての病院であったが、病院の増築工事が1986年9月に着工、1987年3月16日に5階建てに増築竣工した。同年4月1日には病床数を128床から190床に拡大した上で、現在の病院名に改称された。
その後、1996年5月18日に新館が完成し、2024年には鉄骨造り5階建ての新棟が完成し、同年2月4日の内覧会を経て、同年3月4日に供用を開始した。さらに同年12月7日には鉄骨造り5階建ての増築棟の完成セレモニーがが行われ、同年12月9日より利用開始された。

## 診療科
- 内科[8]
- 消化器科[8]
- 整形外科[8]
- 肛門科[8]
- 皮膚科[8]
- リハビリテーション科[8]
- 呼吸器科[8]
- 循環器科[8]
- 乳腺外科[8]
- 耳鼻咽喉科[8]
- 泌尿器科[8]
- 専門外来[9]
  - 高血圧
  - 糖尿病
  - 老年内科
  - 漢方
  - 摂食嚥下外来

## 医療機関の認定
（この節の出典）
- 保険医療機関
- 労災保険指定医療機関
- 生活保護法指定医療機関
- 結核指定医療機関
- 臨床研修病院
- 原子爆弾被害者一般疾病医療取扱医療機関
- 指定自立支援医療機関（精神通院医療）
- 特定疾患治療研究事業委託医療機関
- 身体障害者福祉法指定医の配置されている医療機関
- 在宅療養支援病院
- 無料低額診療事業実施医療機関

## 差額ベッド代について
病院の理念により、差額ベッド料（個室料）を徴収していない。

## 無料法律相談
院内で不定期に無料法律相談を行っている。（組合員数対象,予約制）

## 交通アクセス
- 富山地方鉄道富山港線 城川原駅より徒歩15分
- 富山地方鉄道バス 豊田口停留所より徒歩5分

## 周辺
- 粟島公園
- 豊田城跡
- 北陸銀行豊田支店